# Shevchenko (Adiguesia)
Shevchenko (del ruso: Шевченко) es un jútor del raión de Teuchezh en la república de Adiguesia de Rusia. Está situado 10 km al este de Ponezhukái y 57 km al noroeste de Maikop, la capital de la república. Tenía 618 habitantes en 2010
Pertenece al municipio Gabukáiskoye.